# Wilhelm Marschall
Wilhelm Marschall (30 de septiembre de 1886 - 20 de marzo de 1976) fue un almirante alemán que sirvió en la Marina Imperial Alemana durante la Primera Guerra Mundial, donde fue galardonado con la máxima condecoración militar del Imperio alemán, la medalla Pour le Mérite, y en la Kriegsmarine de la Alemania Nazi durante la Segunda Guerra Mundial.

## Biografía
Wilhelm Marschall nació en Augsburgo, Reino de Baviera, en 1886. En 1906 ingresó en la Marina Imperial Alemana como guardia marina. Durante la Primera Guerra Mundial sirvió como oficial de guardia en el SMS Kronprinz. En 1916 fue formado como comandante de submarino U-boot y capitaneó tanto el UC-74 como el UB-105 hacia finales de la Gran Guerra. Al mando de este último submarino fue galardonado el 4 de julio de 1918 con la preciada condecoración Pour le Mérite, máxima distinción militar del Imperio Alemán. 
En la Reichsmarine, la marina alemana de la República de Weimar, Marschall sirvió como oficial de campo en diferentes puestos. A fines de 1934 fue nombrado comandante del acorazado de bolsillo Admiral Scheer. Como contralmirante, en 1936 se unió al Alto Mando de la Kriegsmarine y encabezó la división de operaciones. Durante la Guerra Civil Española Marschall comandó las fuerzas navales alemanas desplegadas en aguas españolas. Fue ascendido a almirante y comandante de la flota en 1939. 
Llevó a cabo la inspección de educación naval a lo largo de dos años desde el verano de 1940, durante la Segunda Guerra Mundial. Durante este período a menudo ejerció de almirante comandante. El almirante Marschall estuvo en el mar con la flota de batalla alemana durante la última parte de la Campaña de Noruega, izando su bandera en el acorazado Gneisenau. El 8 de junio de 1940 Marschall y una parte de sus fuerzas, los acorazados Gneisenau y Scharnhorst, se enfrentaron con el portaaviones británico HMS Glorious y los destructores Acasta y Ardent a unas 280 millas al oeste de Harstad, Noruega. En un combate de dos horas tanto el portaaviones como sus escoltas fueron hundidos, mientras que el Scharnhorst resultó torpedeado por el Acasta. Aunque la batalla fue una significativa victoria alemana, Marschall había contrariado la directiva del almirante de flota Erich Raeder y se había enfrentado al portaaviones enemigo a pesar de tener órdenes de evitar entrar en acción. Las diferencias de Marschall con el Alto Mando Alemán sobre esta acción, unidas a los graves daños recibidos en la proa por el crucero alemán torpedeado, provocaron su sustitución como Jefe de la Flota por el almirante Günther Lütjens. 
En 1942 Marschall fue nombrado almirante comandante de la Francia ocupada y reemplazó a Alfred Saalwächter como comandante del Grupo de Comando Naval Occidental. El 1 de febrero de 1943 fue ascendido a Almirante General, pero fue reemplazado como comandante occidental por Theodor Krancke y dado de baja después de esa primavera. 
En lo que restaba de guerra Marschall fue reasignado dos veces, una como agente especial para el Danubio y otra como comandante del Alto Mando Naval poco antes del fin de la guerra. Entre 1945 y 1947 estuvo detenido como prisionero de guerra. Murió en Mölln, Alemania Occidental, en 1976.

## Condecoraciones
- Cruz de Hierro de 1ª y 2ª clase (1914).
- Orden de Hohenzollern, Cruz de Caballero con Espadas.
- Pour le Mérite (4 de julio de 1918).
- Orden al Mérito Militar de Baviera.
- Orden de la Corona de Hierro.
- Cruz del Mérito Militar de Austria-Hungría.
- Medalla de Guerra U-boots.
- Medalla Imtiyaz en Plata con Sables.
- Medalla Liakat en Plata con Sables.
- Estrella de Galípoli del Imperio otomano.
- Cruz de Honor.
- Premio al servicio de la Wehrmacht de 1ª y 2ª clase.
- Broche de la Cruz de Hierro de 1ª y 2ª clase.
- Cruz Alemana en Oro (23 de marzo de 1942).